# 苏丹·沙赫
蘇丹·沙赫（阿拉伯语：‎；？—1193年），花剌子模國王伊爾·阿爾斯朗之子，自1172-1193年一直自稱花剌子模沙赫。
蘇丹·沙赫是阿爾斯朗的幼子，自父親死後諸子爭奪王位，他在母親特兒罕可敦幫助下登基。其兄長子塔乞失逃往西遼，承諾增加歲貢請求幫助復位，西遼古兒汗同意並給他一支軍隊。
苏丹·沙赫和他母親聽到消息後，決定逃離，塔乞失重新登位。苏丹·沙赫逃往內沙布爾，再逃往阿富汗古爾王朝，但特兒罕可敦被塔乞失軍隊殺害。
1170年代後半，塔乞失開始拒絕向西遼使者致敬和納貢，古兒汗決定召回躲在阿富汗的苏丹·沙赫並給他一支軍隊，幫助他復位為花剌子模國王。塔乞失為制止這支部隊打開了阿姆河堤壩，淹沒敵人的進路，大多數西遼軍隊決定回國，但蘇丹·沙赫說服成功西遼指揮官留下。最終，他靠著友軍奪回了呼羅珊和東伊朗等地區，成為當地的新任統治者。
1192年，蘇丹·沙赫決定趁著塔乞失在伊朗西部時進軍，然而隔年蘇丹·沙赫去世，花剌子模王國重新統一。